# Ретимно (округ)
Округ Ретимно је округ у периферији Крит и на истоименом острву Крит, у јужној Грчкој. Управно средиште округа је истоимени град Ретимно.
Округ Ретимно је успостављен 2011. године на месту некадашње префектуре, која је имала исти назив, обухват и границе.

## Природне одлике
Округ Ретимно је са југа и севера окружена морем. Северна обала је егејска, а јужна средоземна. Са истока се округ граничи са округом Ираклион, а са запада округом Ханија.
Северни део округа је питомији и погоднији за пољопривреду, док су средишњи и јужни део округа изразито планински и неповољнији за живот. Ту се налазе планине Лефка (југозапад) и Иди (југоисток). Јужна обала је већим делом стрма и тешко приступачна.
У подручју округа Ретимно преовлађује изразита средоземна клима, једино у највишим деловима она има оштрији облик.

## Историја
У оквиру подручја округа Ретимно налази се низ праисторијских и античких археолошких локалитета, од којих су најзначајнији они из времена Минојске цивилизације. У 1. веку п. н. е. острво покоравају Римљани, које у 4. веку наслеђују Византијци. Византијска владавина острвом и подручјем данашњег округа обележена је честим нападима са мора: прво Вандала, затим Словена и на крају Сарацена. 1212. године острво осваја Млетачка република, која ће њиме владати до 1669. године. Ретимно постаје једно од упоришта Млетака на острву, па се ту развија ренесансна култура. У османским рукама цело острво остаје до 1898. године, при чему је утицај турске власти био веома велики на живот становништва. 1898. године Крит добија широку аутономију под посредством Грчке, да јој се коначно присајединио 1913. године. 1898. године острво је подељено на четири целине, што зачетак данашњих округа.

## Становништво
По последњим проценама из 2005. године округ Ретимно је имао око 87.000 становника, од чега око 40% живи у седишту округа, граду Ретимну.
Етнички састав: Главно становништво округа су Грци, од којих многи воде порекло од избеглица из Мале Азије. Последњих деценија јављају се и некадашњи туристи као нови становници.
Густина насељености је испод 60 ст./км², што је осетно мање од просека Грчке (око 80 ст./км²). Приобални део око града Ретимна је много боље насељен него планинска област на југу.

## Управна подела и насеља
Округ Ретимно се дели на 5 општина:
1. Ајос Василеос
2. Амари
3. Аногеја
4. Милапотамос
5. Ретимно

Ретимно је седиште округа и једино веће насеље (> 10.000 ст.) у округу.

## Привреда
Традиционалне привредне делатности у датом подручју Крита су поморство и рибарство у приобаљу и пољопривреда у залеђу (посебно гајење маслина). Последњих деценија туризам је главна привредна грана, а захваљујући њему важне су и трговина и услуге.